# کنشیرو تانیوکو
کنشیرو تانیوکو (انگلیسی: Kenshiro Tanioku؛ زادهٔ ۲۸ مهٔ ۱۹۹۲) بازیکن فوتبال اهل ژاپن است.